# 冬の日 (小説)
『冬の日』（ふゆのひ）は、梶井基次郎の短編小説。6章の断片的挿話から成る。結核の病状が顕著となり、血痰が長く続き始めた時期の焦燥と絶望感を、真冬に移り変わる季節の風景と共に描いた心象的作品である。タイトルは執筆当時に愛読していた松尾芭蕉の『芭蕉七部集』の一集『冬の日』から取られた。
自らの宿命を見据え、その闇からあえて自覚的に自己の崩壊を描くことで冷静な作家の眼を会得しようとしていた転換点的な意味を持つ作品で、基次郎の代表作の中でもとりわけ文学的評価が高く、一つの頂点をなすものとして位置づけられている。

## 発表経過
1927年（昭和2年）2月1日発行の同人誌『青空』2月号（第3巻第2号・通巻24号）に前篇、4月1日発行の4月号（第3巻第4号・通巻26号）に後篇が掲載された。なお、後篇の末尾には「未完」と記されている。その後、基次郎の死の前年の1931年（昭和6年）5月15日に武蔵野書院より刊行の作品集『檸檬』に収録された。同書には他に17編の短編が収録されている。
翻訳版は、Stephen Dodd訳による英語（英題：Winter Days）、Christine Kodama訳によるフランス語（仏題：Jours d'hiver）で行われている。

## あらすじ
冬至まもない季節、肺の病（結核）が進行していた堯（たかし）は、生きる熱意を感じなくなり、毎日のように下宿部屋の窓から真冬に移り変わってゆく自然風景に目を凝らし、夜半も家屋の外の物音にじっと耳を澄ませる。自身の中に拠り所をなくした堯の魂は、常に外界へ逃れようとしていた。
遅く起床し、洗面の時に井戸端の渇いた漆喰に吐いた血痰を金魚の仔をつまむように捨てる堯は、もう見慣れてしまったその塊の色彩を凝視せずにはいられなかった。11月の脆い冬の陽ざしと、その薄い日の当たる様々な物象の悲しげな影を、空虚な心で展望した後、堯は絶望に似た感情で窓を閉ざす。
郷里の母親から手紙が届いた。お前のことが気がかりで夜中も突然目を覚ますという文面を読んだ堯は、悩みで心臓を打つ自身の拍動が母に伝わるのではないかと凄然とする。堯は医師から、「今の1年は後の10年だ」と遠回しに告げられていた。幼くして死んでいった弟や妹の骸の虚無的光景を堯は思い出す。死者が辿る同じ徴候が今、お前にも現われ、黒い土に帰るまでの白い石膏の床がお前に用意されている、と宣告されたようだった。そこではもう輾転すること（寝返り）も許されないと堯は感じる。
5、6年前の堯は自身の死を漠然と甘い悲しみとして捉えていた。しかし滋養のための美食、安逸や怯懦が逆に生きる意志を薄れさせ、まっとうな生活を取り戻そうとするも、頽廃は常態化した。そんな堯の目の前には意志を失った虚無的な風景がしばしば現われた。
今もまた堯の中で、駅前の「減形」的風景や、幼い頃に見た川の中で死んでゆく鼠の最後の息の白い泡の映像が過る。夜更けの床の中、辺りを巡回する夜番の撃柝（拍子木）の音が響いてきた。堯は陰鬱な心の奥底で「おやすみなさい、お母さん」と呟いた。堯の脳裡に、夜番の歩く姿と母の寝姿が見えてくる。堯はもう一度呟く。「おやすみなさい、お母さん」。
12月、めずらしく早く起きた堯は郵便局へ行った。美しい日に虻が光点のように飛び交う陽だまりにしゃがみ、遊んでいる童子たちを眺めた。ふと堯は既視感を覚え、子供時分、学校の授業中に忘れ物の半紙を取りに、家に戻る途中に目にした新鮮な午前の時間の感じが蘇って微笑する。しかし日が傾く午後になると悲しみがまた訪れ、堯は今朝出した葉書を取り消しに郵便局に戻った。その葉書は暖かい海岸に住む友人に、転地療養の貸家探しを依頼するものだった。
疲労した薄暮の帰り路、通りから下宿の方に目を向けた堯は、すでに閉ざされた隣の家屋の2階の木戸を見て、他国の町でさまよう寄る辺ない者のような疎外感を覚えた。その新しい感情で自分の部屋の窓を眺めた堯は、その部屋の中の日々の生活感情が内蔵されているかもしれない一切の所持品を想像し、声をかければ窓からその幽霊が首を出しそうな気がした。
しかしその愛着も、宿屋で使用した褞袍の抜け殻に自分の身体の跡を見る感覚と大差のない感情にも思え、屋根瓦や窓ガラスも、その中に自殺しかけた人間を蔵していても相変わらずの無感覚な外観にちがいないと堯は通行人のような心持で考えた。かといって堯は、その虚無の呼び声に従ってそこから消え去ることも出来なかった。
ある日、堯はクリスマスや歳末売り出しで賑やかな銀座に出た。街路樹の落葉も凩に吹きはらわれ、アスファルトも凍てつく季節だった。絶えず出る痰に困り、舗道で重い疲労しか感じなくなった堯は、いつか電車内で見た1人の美しい少女を思い出す。少女の白い顔や雰囲気から、病床から抜け出た結核患者だと堯は直感した。彼女は鼻をかむように何かを拭きとっていた。
堯は自分がいったい何の目的で繁華街に来たのか、何度も自問する。口実のように贅沢品を買った後、高級な香水も憤怒のような気持で買う堯は、街角のレストランで夜半まで過ごし、天上の冬蠅を所在なく眺めてまたも自問する。「何をしに自分は来たのだ」。それは堯の中に残こる古い生活の感興だったが、やがてもうここに来なくなることを堯は感じる。
停止したような毎日の下宿での暗い夜と、午後の幻燈のような冬の日射しを見ているうち、堯には、すべてのものが仮象にすぎないことと、それゆえ精神に美しく見えることが露わに解った。枇杷の花、遠くの橙の実、軒を走る霰の音、白い冬のベールを破るような鶴の鳴声、堯はそれらを新鮮な気持で感じた。
冬至が過ぎ、堯は冬の外套を出すため、以前住んでいた町の質屋に赴くが、外套はすでに流れていた。質屋から何度も郵便が来ていたことを堯はその時気づく。崩壊していきそうな心に堪え、長い帰りの電車から重い疲労を引きずり朝来た道に戻ると、出がけに道端に吐いた自分の血痰が槿の根元にまだ付いていた。夕方の発熱で、外出の袴のまま部屋に座り込んだ堯は、突然と鋭い悲哀を覚えた。次々と愛する者を亡くした母のとぼけたような表情を思い出し、堯は静かに泣き始めた。
夕飯の時刻、友人の折田が久しぶりに堯の下宿にやって来た。堯は、自分がふだん使っている茶碗で平気で茶を飲む折田が気になり、つい嫌味なことを言う。堯はその日の出来事や、自分がどうしても「冷静」になれないことを折田に打ち明けた。「冷静」とは「無感動」なことでなく、「感動」であり「苦痛」であることと同じだった。そして、これから堯の生きる方法は、自分の肉体や生活が滅びてゆくのを、その「冷静」で見ていくことだった。
街を歩く堯は、息切れの苦しさで立ち止まりながらも何かに駆られて歩いた。堯が見たかったのは地平に落ちてゆく大きな太陽だった。堯の心は、もう冬の日に陰ってゆく家々の風景に耐えきれなかった。遠い展望のきく場所を求めて堯はさまようが、日の光に満ちた場所は地上のどこにもなかった。堯は、高い屋根から空へ手を伸ばしている男（自分）と、その男と街が虹色のシャボン玉の中で昇天してゆく瞬間を想像する。
青空では美しい浮雲が燃えるように次々と生成され、その火が堯の心にも点火した。「こんな美しいときが、なぜこんなに短いのだろう」と堯は果敢なく思った。生れた雲は次々と消え失せ、堯の足は止まった。あの空は地球のどこらへんなのか、あの雲に行かなければ今日はもう日は見られないと思った堯は、急に激しい疲労を感じた。見知らぬ町の町角で、堯の心が再び明るくなることはなかった。

## 登場人物
堯
東京のとある家の2階の四畳半部屋に下宿している学生。肺を病み血痰が続いている。郷里には老いた父母がいる。弟と妹を亡くしている。ときどき1人で銀座に出かけ、贅沢な珈琲やバターや筆、高級香水を買い、高級レストランで時を過ごす。正月は帰省しないことを母に伝える。散歩中に見知らぬ人に母の幻覚を見て、いそいで下宿に戻ると母からの手紙が来ていたりする。梶井基次郎本人。
母（手紙内）
堯の郷里の母。堯の身体を心配している。堯が正月に来ないことを知り、春着と手作りの胴着を送る。堯に何か変化があったことを察知し、自分の恩師の子息で医師をしている津枝という人物（堯の顔馴染で兄のように慕っていた時期がある）に、堯の下宿を見舞ってもらうことを通知する。基次郎の母・ヒサがモデル。
折田
堯の学友。久しぶりに堯の下宿を訪ね、学校の様子を話ながら、ふだん堯が使っている茶碗で平然と茶を飲む。堯はそれが気になり、もし本当に平気ならば衛生観念に乏しく、友達としての我慢なら子供みたいな感傷主義にすぎないと、いやなことを言ってしまう。折田の方も、しばらく誰も来ないとひがむのかと言うが、そんな忌憚ない会話は堯には心地よい。三好達治と北神正がモデル。
童子たち
郵便局近くの坂道の山茶花の側で遊んでいた童子たち。4、5歳くらいの複数の男児と女児。石墨で路に線を描いて遊んでいる。
露天商
老人。銀座の舗道の道端に茣蓙を敷いてブリキの独楽を売っている露天商。1人の男が吐いた痰を、怒りの表情で古びた下駄を手に持ちすり潰す。その下駄は茣蓙の端に置かれた。堯はその一件を「見たか」という心持で振り返り、行き交う人びとを見るが、誰もそんなことを気にも留めていない。今までブリキの独楽が売れているのを堯は一度も見たことがない。
質屋の店員
質屋の若い番頭。堯がしばらく見ないうちに大人びる。ふだんは好意的に世間話をしてくれていたが、堯の冬外套が流れてしまったことをすらすらと言う口上は、ある時には言いにくそうにも、無関心を装って平気なようにも見える。
※ 回想部
弟
堯の亡き弟。脊椎カリエスで死去。基次郎の弟・芳雄（9歳没）がモデル。
妹（延子）
堯の亡き妹。腰椎カリエスで死去。基次郎の異母妹・八重子（3歳没）がモデル。
医師
堯を診察した医師。堯に「今の1年は後の10年だ」と告げた。基次郎を診察した麻布区の医者や、飯島正の往診の医師がモデル。
少女
以前電車の中で見た美しい少女。堯が座っている前の吊革につかまって立っていた。絶えずつつましい微笑がさざ波のように浮かんでは消える。褞袍のように身体に合っていない着物を着て、肌が陶器のように白い。産毛があり鼻孔の周辺に垢が見える。病床から出てきた結核患者だと堯は直感する。何かを鼻をかむように拭き取る時、一瞬白い顔が、血がのぼったようになる。

## 作品背景
※梶井基次郎の作品や随筆・書簡内からの文章の引用は〈　〉にしています（論者や評者の論文からの引用部との区別のため）。

### 結核の進行・血痰
1924年（大正13年）に東京帝国大学文学部に入学し、翌1925年（大正14年）1月に同人誌『青空』を創刊した梶井基次郎は、三高時代のような狂的な泥酔や放蕩は治まったものの、神経衰弱のような気分になることがあり、銀座の高級レストラン「カフェー・ライオン」でビフテキなどのご馳走を食べ、贅沢な一流品を買っても満たされないものがあった。
1926年（大正15年）1月あたりから持病の結核がまた悪化し、春頃から再び泥酔して暴れる行状が出てくるようになった。夏の猛暑の中、『青空』の広告取りなどの無理がたたって病状が進み、9月下旬頃から血痰が長く続くようになった。基次郎は、麻布の医者から「右肺尖に水泡音（ラッセル）、左右肺尖に病竈あり」と診断されていた。
その後も体調は悪化し、11月に入ると6週間も血痰が続いた。ちょうどその頃病気だった飯島正の見舞いに行った際、たまたまそこに居合わせた医者に自分も診てもらった基次郎は、麻布の医者と同様の診断を受けて転地療養や食事療法を勧められていたが、年末には、東京帝国大学の卒業論文を出さなければならなかった。
基次郎が当時住んでいた東京市麻布区飯倉片町32番地（現・港区麻布台3丁目4番21号）の下宿の隣部屋に10月から三好達治が同居しはじめていた。ある晩基次郎は「葡萄酒を見せてやらうか…美しいだらう…」と襖越しに三好に声をかけ、ガラスのコップを電灯にかざし透かして見せた。その美しい赤々としたものは、基次郎の血痰であった。
三好は基次郎の病状がかなり悪いことに気づいていた。そのため基次郎に、大学卒業をあきらめ転地療養を実行し、文筆で生計を立てることを強く勧めるが、学費を苦労して捻出している親のためにも卒業したかった基次郎は、まだ身体はなんとかなると考え、卒論提出を来年に延ばすつもりだった。しかし留年するなら学費は自分で稼ぐように母から通告されていた。
基次郎は、翻訳の仕事や少女小説を書くか、あるいは英語教師になるかして自活しようか考えるが、病状のことを思うと不安と憂鬱な気分に苛まれた。この頃に『冬の日』の執筆に一度取りかかっていたが一旦中断したままとなった。三好の説得を聞き入れて転地療養を決めた基次郎は、大晦日に伊豆の湯ヶ島に向け、〈亡命といふやうな感じ〉の気持で東京を発つことになった（その後の詳細は梶井基次郎#伊豆湯ヶ島へ――『青空』廃刊を参照）。
湯ヶ島の旅館で孤独な正月を迎え、元日の夜にひどく体調を悪くした基次郎は、〈苦しかつたときには子供のやうにさみしかつた〉思いを痛感し、5日から改めて本格的に〈悲しい小説〉の『冬の日』の執筆に取り組み始めた。

### 松尾芭蕉の影響
湯ヶ島へ発つ前の1926年（大正15年）の冬、基次郎は下宿に同居していた三好達治と共に、松尾芭蕉を研究していた。2人は注釈書を参考に芭蕉の『冬の日』抄、『曠野』抄を毎晩のように耽読していた。この時期、基次郎は以下のような俳句を詠んだ。
- 凩やいづこガラスの割るゝ音

それ以前の三高時代から、松尾芭蕉の紀行文は基次郎にとって座右の書であり、大学入学後の1926年（大正15年）9月中旬にも、友人の近藤直人と比叡山や琵琶湖に行って、芭蕉の『奥の細道』について語り合っていた。
基次郎は翌1927年（昭和2年）2月に『冬の日』の前篇を発表した後、友人・近藤直人への書簡で、〈私の云つてゐました象徴主義なるもの甚だ遅々ながら文中に発展してゐることを認めていただければ幸甚です〉と述べつつ、『青空』同人に新加入した北川冬彦と三好達治の詩を推奨し、『青空』同人の古いグループについては、〈今アナーキストかポルシェビストか、そんな岐路に立つてゐるやうに思はれます〉として、自分の目標を、〈資本主義的芸術の先端リヤリスチック シンボリズムの刃渡りをやります〉と語っていた。
そしてその後段で、松尾芭蕉の梅の句を引き、〈此度の冬の日の続きは冬が去つて春が来ようとし梅の花の匂のやうなものが街上で主人公をつかまへるところを書かうと思つてゐます〉と『冬の日』後篇の構想に触れて（実際には暗いトーンのまま終わっている）、芭蕉と並んで向井去来の梅の句も挙げながら、〈ナイーヴな、そして下手なユーモアでこれを詠まうとしてゐますが、僕はもう少し烈しくこれを書かうと思つてゐます。少くとも近代的に。どうか待つてゐて下さい〉と告げ、芭蕉や去来の精神の「近代的表現」を目指していたことが看取されている。

### 風景描写の特色
『冬の日』の作中で描かれる風景は、おもに当時基次郎が下宿をしていた東京市麻布区飯倉片町（現・港区麻布台3丁目）の町の風景である。ここは1925年（大正14年）5月末から住んでいた地で、部屋からの眺めの見晴らしの良い場所であった。
上記のように風景や事物を叙述する修辞は、冗漫さが避けられ、俳句のように象徴的なまでに吟味されており、散文詩的、詩的な文体となっている。また、枯葉が四散する欅の枝の描写というよりも、その向う側を見ようとする主人公の心が主となっており、風景描写と心理描写との境界が明瞭でなく、ある意味一体化しているような表現方法となっているため、その意味でも西欧的な小説とは違って、詩に近い印象となっている。
〈欅が風にかさかさ身を震はすごとに隠れてゐた風景の部分が現はれて来た〉の一節での、多くの枯葉が吹き飛んでいく様が省略され、〈風景の部分が現はれて来た〉に力点がおかれているような描写の方法を、詩人の三好達治は、「修辞の素朴な上に極めて洒落つ気に富んだあたりも最も梶井式な点」だと解説している。
ちなみに、三好によれば、〈冬陽は郵便受のなかへまで射しこむ。路上のどんな小さな石粒も一つ一つ影を持つてゐて、見てゐると、それがみな埃及のピラミッドのやうな巨大な悲しみを浮べてゐる〉という一節の中のピラミッドの比喩は、三好の言からヒントを得た「入れ智恵」だという。

### 挿話の題材・異動
『冬の日』は多くの実体験に基づいているが、その種々の体験を複合し、虚実織り交ぜながら作品世界を形づくっていることが窺える。また草稿で書かれている挿話などが、完成稿では削られたものもあり、説明の言葉を熟考し切りつめている様子が看取される。
折田が堯の普段使用している茶碗で茶を飲み、その平然さに堯の意識が向く場面の題材に関しては、その当時、基次郎の下宿で5日間ほど過ごした後輩の北神正が、一つしかない基次郎のコーヒー茶碗を平気で使っていたことが実際にあった。年下の北神がそれでコーヒーを飲んでいると、「おいお前、そないしたらあかんで」と基次郎は落ち着いて言ったとされる。その時に北神は基次郎から、萩焼の徳利と猪口をもらった。
それに類する題材として、『青空』同人たちが誰かの下宿に集合し、コーヒーを入れた時に茶碗が足りないと、基次郎は自分が飲み終わった茶碗を簡単に拭いただけで、差し出したこともあった。それは基次郎が無神経でやっているのではなく、病気に抵抗しているんだと忽那吉之助は感じた。
折田が堯に、大学の焼けた煉瓦塀を壊す作業員の見事さを話して聞かせる場面があるが、この題材は実際に関東大震災の被災によって東京帝国大学の講堂の煉瓦塀が焼け、それを足場も組まず塀の上に乗りながらツルハシで取り壊す作業員の職人芸が学生の間で話題となり、多くの見物人が集まった話による。この壮観な作業の面白さを三好達治が基次郎に伝え、実際に基次郎は中谷孝雄を誘って見物に行った。この職人の取り壊しのことは、当時仏文科にいた中島健蔵も回想録で綴っている。
堯が質屋から冬外套を取り出しに行く場面で、〈それと一緒に処分されたもの〉とだけ書かれているものは、草稿では、永年かかって収集した〈楽譜〉が流れたことが記されている。基次郎はクラシックやオペラ好きで譜面が読め、多くの楽譜を持っていた。
草稿では、血痰の匂いが染みついているような気がした堯が、部屋に香水をまき、〈正月の客〉がその香水の匂いに言及するくだりがある。また、母の恩師の子息で顔なじみの医師・津枝が堯の下宿に実際に登場する場面が草稿にはある。

### 永遠の未完作
1927年（昭和2年）4月の『青空』26号に発表された後篇の末尾には、「未完」と記されており、基次郎はこの続きを書くつもりであった。
同年2月の『青空』24号に前篇を発表し終えた時点の構想では、後篇は陰鬱な冬から、やがて梅の咲く春の気配が主人公に訪れる終り方であったが、実際はますます暗い心象のままの冬の結末となった。
後篇の草稿は2月中から書き始められ、3月の4、5日頃から15日までに『青空』に載せる原稿として19枚ほどを書き終わるが、作品としての完成には至らなかった。
基次郎は後篇を発表した後も、その続きを書こうと思いつつ、書けば暗いものにならざるをえないことを自覚し、〈あの続きは最も憂鬱なるもので書く元気がまだ出ない〉と淀野隆三に告げていたが、その後には、その暗さを肯定的に捉え、続篇への意欲を見せてもいた。
なお草稿には、完成稿では登場しなかった医師・津枝が堯の下宿を訪ねる場面があり、津枝との会話で、〈死んだ延子が堯と一緒に東京にゐるやうに思へてならない〉という母の心情を知った堯が、はっとして陰鬱になるくだりがある。その挿話は堯の死を暗示させるようなものとなっているため、基次郎が自身の死を描くところまで考えていたと見られている。
丸山薫によると、基次郎が『冬の日』の結末について、「堯の死ぬところはどうしても書けない、書けば自分も死ぬやうな気がする」という言葉を三好達治に語った後に、郷里の大阪に帰っていったという。

## 作品評価・研究
※梶井基次郎の作品や随筆・書簡内からの文章の引用は〈　〉にしています（論者や評者の論文からの引用部との区別のため）。
『冬の日』は、梶井基次郎の特質的なものが全面的に押し出されている作品で、自身の避けがたい死の宿命を正面から見据え、その絶望感と深い闇から自覚的に自己の崩壊を描くことにより、文学者としての方法をも掴み取ろうとしている作品で、『冬の日』以後では作品の傾向が変化していることが看取され、一つの転換点的な作品として位置づけられている。
そして、それまで描かれてきた感覚的な世界に、より客観的な自己認識に立った心象が加味され、比喩や象徴を多用した詩的世界が醸し出されており、他の作品（『泥濘』『Kの昇天』）にも出現したドッペルゲンガー的な表現も見られ、幻視的な要素が深まっている。
三好達治は、『冬の日』の季節描写の言葉の一つ一つが「極度に吟味されて注意深く排列されてゐる」と指摘し、その「一見して即ち眼を射る」描写のぎりぎりまでに切りつめられた修辞は、「一種象徴的な域にまで迫らうとするかの如き意気込みにさへ見える」と解説している。そして『冬の日』を基次郎の作品の中で「最も愛するものの一つに数へて憚らない」とする三好は、種々の詩的表現の数々を仔細に見つつ、以下のように評している。
なお、三好は『冬の日』前篇の時点で感動し、この作品の掲載された『青空』24号に手紙を添えて、見ず知らずの室生犀星に送ったが、室生もこの作品を褒め、基次郎に讃辞の手紙を出している。阿部知二もこの作品に、『方丈記』や松尾芭蕉の散文を連想し、「こんな作品は、昔からの日本文学の最高の伝統の列のうちに加わるであらう」と評して、基次郎に讃嘆の手紙を送った。阿部が藤沢桓夫にも基次郎の話をすると、藤沢は、「羽賀井一心斎のようだね」と基次郎を評したという 。
武田泰淳は、基次郎のその後の作品『冬の蠅』で、死にかけている冬の蠅の微妙な変化を室内で凝視し、〈死んだやう〉という言葉が何度も繰り返されている「ピアノ弾奏者の微妙な指さき」のような絶妙な描写と、『冬の日』における銀座の街中での、〈何をしに自分は来たのだ〉というリフレインが3回重ねられる場面が醸し出す効果の違いに触れながら、以下のように高評している。
柏倉康夫は、フランス人が『冬の日』を読んだ際に、主人公の自我（soi）と外界の風景の関係性があいまいと感じ、風景描写がいつのまにか心理描写や心象的な幻視になっていたりするところが、フランスの小説の表現方法と異なり、ボードレールの散文詩と似た印象を持つことに触れつつ、『冬の日』の象徴的な文体の特性について解説している。
また柏倉は、主人公・堯が自身の吐いた血痰を客観的に眺めようとする態度には、基次郎が三好達治に、自分の喀血を葡萄酒だとして見せた態度を相通じるものとし、その深い絶望そのものと言える血の〈一塊の彩り〉が、ある美しさを伴って表現されているのは、〈生きる熱意〉を失くした主人公が、距離感を持って現実を見直すことで意識が変化し、現実との関係にわずかな「ズレ」が生じることにより、凝視する風景から「幻の光景」が生み出されると解説している。
そして柏倉は、絶望から堯が見る様々な幻視やドッペルゲンガー（自己の二重化）は、堯が密かに待望し、それにより生きる力を得られるとし、「幻視の火によって燃えあがった生命」はその火が消えた時、前よりも一層「死」を身近に引き寄せてしまうが、そうした「死の危険」を賭してまで「光と闇の両極の間に、さまざまな幻の光景を見ようとする」堯にとって、それが「唯一の生きている証」となり、「文学の成立する条件」になると考察している。
遠藤誠治は、基次郎が『冬の日』の前篇を発表した『青空』24号に同時掲載された同人北川冬彦のシュールな短詩「馬」（軍港を内蔵してゐるという一行詩）をしきりに激賞していたことに着目し、その「内蔵」という語が下宿窓のドッペルゲンガーの場面に生かされていると考察している。
そして北川の「馬」の構図を基次郎が、〈物質の不可侵性を無視することによつて成り立つてゐる〉と評していたことに触れつつ、その概念が『冬の日』の作中の〈風景は俄に統制を失つた。そのなかで彼は激しい滅形を感じた〉や、〈薄暮に包まれてゐるその姿は、今エーテルのやうに風景に拡がつてゆく虚無に対しては、何の力でもないやうに眺められた〉という一節に関連していると遠藤誠治は考察し、〈滅形〉という言葉と〈虚無〉の「侵透力」について注意を促している。
また遠藤誠治は、基次郎が『筧の話』の草稿の中でも、〈影〉について〈物質の不可侵性を無視して風景のなかに侵透〔ママ〕してゆく〉と書き、同じ草稿や友人・近藤直人への書簡（大正15年6月12日付）で、松尾芭蕉の『野ざらし紀行』の「霧時雨富士を見ぬ日ぞ面白き」の句を引いていたことなどに触れ、『冬の日』に散見される芭蕉の影響を論考している。また、堯が歳末の街でつぶやく〈何をしに自分は来たのだ〉の緊迫感と、芭蕉の句「何に此師走の市にゆくからず」の「何に此」に込められた「五文字の意気込」（『三冊子』での芭蕉の言葉）が通底していることから、「梶井は銀座の旅人であった」としている。
遠藤祐は、芥川龍之介が評論『文芸的な、余りに文芸的な』において論じた「芸術家」（芸術）と「生活者」（人生）の相剋に触れ、梶井基次郎という作家もまた生涯を通じて、その二つが「離れ難い問題」であったとし、三好達治が基次郎の生涯について、「以前は必ず眼を蔽ひたいやうな悲痛な感じを伴つてしか思ひ浮べることができなかつた」と語っていたことを鑑みつつ、その「悲痛な感じ」が「（基次郎の）内心の奥深いところにあった〈芸術家〉と〈生活者〉とのもつれあい」から起因するものと考察して、その「痛ましさ」が絶頂に達している作品が『冬の日』だとしている。
また遠藤祐は、習作『瀬山の話』、『檸檬』からの作品の変遷を見ながら、基次郎が事物や風景を凝視し、「自身がそのものになり切ってしまう」ような「純粋感覚」の境地に立ち、次第にその二重の感覚性（ドッペルゲンガー的なもの）を自覚的に感受しようとしてきた流れを解説しながら、その「生の破綻をのり越えるための必然な営み」が、『冬の日』では、自身の死が逃れられない現実として迫って「虚無」として確実に認識される状況となり、「死と生とをめぐって、その何れにも牽引と反撥とを感じている」として、「死へ傾倒していく生の事実」を認めざるをえない複雑な構造性が『冬の日』にはあると考察している。
そして作中で堯が、〈冷静といふものは無感動じやなくて、俺にとつては感動だ。苦痛だ。しかし俺の生きる道は、その冷静で自分の肉体や自分の生活が滅びてゆくのを見てゐることだ〉と語る一節を引きながら、そこには、この作品を書き綴っていた最中の基次郎の「切実な感慨が託されている」と遠藤祐は述べている。

## おもな収録刊行本

### 単行本
- 『檸檬』（武蔵野書院、1931年5月15日） 
  - 題字：梶井基次郎。四六判。厚紙装。機械函。総271頁
  - 収録作品：「檸檬」「城のある町にて」「泥濘」「路上」「過去」「雪後」「ある心の風景」「Kの昇天―或はKの溺死」「冬の日」「櫻の樹の下には」「器楽的幻覚」「筧の話」「蒼穹」「冬の蠅」「ある崖上の感情」「愛撫」「闇の絵巻」「交尾」
- 『檸檬 梶井基次郎創作集』（武蔵野書院・稲光堂書店、1933年12月1日） 
  - 四六判。ボール紙函。総271頁
  - 収録作品：「檸檬」「城のある町にて」「泥濘」「路上」「過去」「雪後」「ある心の風景」「Kの昇天」「冬の日」「櫻の樹の下には」「器楽的幻覚」「筧の話」「蒼穹」「冬の蝿」「ある崖上の感情」「愛撫」「闇の絵巻」「交尾」
- 『城のある町にて』〈創元選書33〉（創元社、1939年11月29日） 
  - 編集・あとがき：三好達治。四六判。薄紙装。紙カバー。総304頁
  - 収録作品：「檸檬」「城のある町にて」「泥濘」「路上」「過去」「雪後」「ある心の風景」「Kの昇天」「冬の日」「櫻の樹の下には」「器楽的幻覚」「蒼穹」「筧の話」「冬の蝿」「ある崖上の感情」「愛撫」「闇の絵巻」「交尾」「のんきな患者」
- 『檸檬』（十字屋書店、1940年12月20日）
  - 四六判。厚紙装。紙カバー。総271頁
  - 収録作品：「檸檬」「城のある町にて」「泥濘」「路上」「過去」「雪後」「ある心の風景」「Kの昇天」「冬の日」「櫻の樹の下には」「器楽的幻覚」「筧の話」「蒼穹」「冬の蝿」「ある崖上の感情」「愛撫」「闇の絵巻」「交尾」
- 『梶井基次郎集』（新潮文庫、1950年11月25日。改版1967年12月10日、2003年10月30日）ISBN 978-4101096018
  - カバー装幀：船坂芳助。A6判。仮製本。紙カバー
  - 解説：淀野隆三
  - 収録作品：「檸檬」「城のある町にて」「泥濘」「路上」「橡の花」「過古」「雪後」「ある心の風景」「Kの昇天」「冬の日」「桜の樹の下には」「器楽的幻覚」「蒼穹」「筧の話」「冬の蝿」「ある崖上の感情」「愛撫」「闇の絵巻」「交尾」「のんきな患者」
  - ※1967年12月の改版より『檸檬』と改題。
- 『檸檬・冬の日 他九篇』（岩波文庫、1954年4月25日。改版1985年6月）ISBN 978-4003108710
  - 装幀：精興社。A6判。仮製本。紙カバー
  - 解説：佐々木基一。淀野隆三「本書の校訂について」。略年譜。
  - 収録作品：「檸檬」「城のある町にて」「ある心の風景」「冬の日」「筧の話」「冬の蝿」「闇の絵巻」「交尾」「のんきな患者」「瀬山の話」「温泉」
- 『檸檬・ある心の風景 他二十篇』（旺文社文庫、1972年12月10日） ISBN 978-4010611241
  - 挿絵：石岡瑛子。A6判。仮製本。カバー
  - 解説：石川弘。付録：坂上弘「季節感について」。平林英子「思い出は遙かに」
  - 収録作品：「檸檬」「城のある町にて」「泥濘」「路上」「過古」「雪後」「ある心の風景」「Kの昇天」「冬の日」「蒼穹」「筧の話」「冬の蝿」「ある崖上の感情」「櫻の樹の下には」「愛撫」「闇の絵巻」「交尾」「のんきな患者」「闇の書」「海」「温泉」
- 復刻版『檸檬』（日本近代文学館、1974年9月20日）
  - ※ 精選名著複刻全集シリーズ。収録作品は初版と同じ。
- 『ザ・基次郎――梶井基次郎全作品全一冊』（第三書館、1985年10月15日） ISBN 978-4807485109
  - 菊判。仮装本
  - 収録作品：
    - 〔小説〕：「檸檬」「城のある町にて」「泥濘」「路上」「橡の花」「過古」「雪後」「ある心の風景」「Kの昇天」「冬の日」「桜の樹の下には」「器楽的幻覚」「蒼穹」「筧の話」「冬の蝿」「ある崖上の感情」「愛撫」「闇の絵巻」「交尾」「のんきな患者」
    - 〔遺稿・習作〕：「母親」「奎吉」「矛盾の樣な真実」「『檸檬』を挿話とする断片」「夕凪橋の狸」「太郎と街」「瀬山の話」「犬を売る露店」「雪の日」「家」「栗鼠は籠にはいつてゐる」「闇への書」「闇の書」「雲」「奇妙な手品師」「猫」「琴を持つた乞食と舞踏人形」「海」「籔熊亭」「温泉」「貧しい生活より」「不幸」「卑怯者」「大蒜」「鼠」「カッフェー・ラーヴェン」「瀬戸内海の夜」「汽車」「凧」「河岸」「攀じ登る男」「薬」「交尾」「詩」「彷徨」「帰宅前後」「小さき良心」「裸像を盗む男」
    - 〔批評・感想〕：「青空同人印象記」「川端康成第四短篇集「心中」を主題とせるヴァリエイション」「六号記」「『新潮』十月新人号小説評」「『青空語』への感想」「『亞』の回想」「『戦旗』『文藝戦線』七月号創作評」「『青空』のことなど」「詩集『戦争』」「『親近』と『拒絶』」
    - 〔日記、書簡〕：日記、書簡
- 英文版『The youth of things : life and death in the age of Kajii Motojirō』（University of Hawaii Pres、2014年2月） ISBN 978-0824838409
  - 翻訳：Stephen Dodd
  - 収録作品：檸檬（Lemon）、泥濘（Mire）、路上（On the Road）、過古（The past）、雪後（After the Snow）、ある心の風景（Landscapes of the Heart）、Kの昇天（The Ascension of K, or K's Drowning）、冬の日（Winter Days）、櫻の樹の下には（Under the Cherry Trees）、器楽的幻覚（Instrumental Illusions）、筧の話（The Story of the Bamboo Pipe）、蒼穹（Blue Sky）、冬の蝿（Winter Flies）、ある崖上の感情（Certain Feelings on a Cliff Top）、愛撫（Caress）、闇の絵巻（Scroll of Darkness）、交尾（Mating）、のんきな患者（The Carefree Patient）

### 全集
- 『梶井基次郎全集上巻』（六蜂書房、1934年3月24日） - 限定500部
  - 装幀：清水蓼作。染色者：梅原勝次郎。菊判変型厚・紙装。紙函。口絵写真：梶井基次郎（大正13年3月）、梶井基次郎筆蹟「温泉」原稿
  - 付録：淀野隆三・中谷孝雄「編集者の詞」
  - 収録作品：「母親」「奎吉」「矛盾の樣な真実」「『檸檬』を挿話とする断片」「夕凪橋の狸」「太郎と街」「瀬山の話」「犬を売る露店」「檸檬」「城のある町にて」「泥濘」「路上」「雪の日」「橡の花」「家」「過去」「雪後」「ある心の風景」「Kの昇天―或はKの溺死」「冬の日」「栗鼠は籠にはいつてゐる」「櫻の樹の下には」「器楽的幻覚」「闇への書」「蒼穹」「筧の話」「雲」「冬の蝿」「奇妙な手品師」「ある崖上の感情」「猫」「愛撫」「闇の絵巻」「琴を持つた乞食と舞踏人形」「海」「交尾」「籔熊亭」「のんきな患者」「温泉」
- 『梶井基次郎全集全1巻』（ちくま文庫、1986年8月26日）ISBN 978-4480020727
  - 装幀：安野光雅。A6判。仮製本。紙カバー
  - 解説：高橋英夫「存在の一元性を凝視する」。宇野千代「あの梶井基次郎の笑ひ声」
  - 収録作品：「檸檬」「城のある町にて」「泥濘」「路上」「椽の花」「過古」「雪後」「ある心の風景」「Kの昇天」「冬の日」「蒼穹」「筧の話」「器楽的幻覚」「冬の蝿」「ある崖上の感情」「桜の樹の下には」「愛撫」「闇の絵巻」「交尾」「のんきな患者」「詩二つ」「小さき良心」「不幸」「卑怯者」「大蒜」「彷徨」「裸像を盗む男」「鼠」「カッフェー・ラーヴェン」「母親」「奎吉」「矛盾の様な真実」「瀬戸内海の夜」「帰宅前後」「太郎と街」「瀬山の話」「夕凪橋の狸」「貧しい生活より」「犬を売る露店」「冬の日」「汽車 その他」「凧」「河岸 一幕」「攀じ登る男 一幕」「栗鼠は篭にはいっている」「闇の書」「夕焼雲」「奇妙な手品師」「猫」「琴を持った乞食と舞踏人形」「海」「薬」「交尾」「雲」「籔熊亭」「温泉」
- 『梶井基次郎 1901-1932』〈ちくま日本文学全集024〉（ちくま文庫、1992年1月20日）  
  - 装幀：安野光雅。A6判。仮製本。紙カバー
  - 解説：群ようこ「五感の刺激」
  - 収録作品：「檸檬」「鼠」「栗鼠は籠にはいっている」「器楽的幻覚」「愛撫」「桜の樹の下には」「闇の絵巻」「交尾」「Kの昇天」「ある崖上の感情」「母親」「奎吉」「大蒜」「夕凪橋の狸」「城のある町にて」「泥濘」「路上」「橡の花」「過古」「雪後」「ある心の風景」「冬の日」「温泉抄」「蒼穹」「筧の話」「冬の蠅」「のんきな患者」「手紙より」
- 『梶井基次郎全集第1巻 作品・草稿』（筑摩書房、1999年11月） ISBN 978-4480704115
  - 装幀：中山銀士。題簽：梶井基次郎。A5変型判。函入
  - 収録作品：
    - 〔小説〕：「檸檬」「城のある町にて」「泥濘」「路上」「過古」「雪後」「ある心の風景」「Kの昇天」「冬の日」「桜の樹の下には」「器楽的幻覚」「筧の話」「蒼穹」「冬の蝿」「ある崖上の感情」「愛撫」「闇の絵巻」「交尾」「のんきな患者」
    - 〔批評・感想〕：「『新潮』十月新人号小説評」「『亞』の回想」「淺見淵君に就いて」「『戦旗』『文藝戦線』七月号創作評」「『青空』のことなど」「詩集『戦争』」「『親近』と『拒絶』」「講演会 其他」「編集後記（大正15年3月号）」「編集後記（大正15年4月号）」「青空同人印象記」「編集後記（大正15年9月号）」「『青空語』に寄せて」「編集後記（昭和2年1月号）」
    - 〔遺稿・習作・感想〕：「奎吉」「矛盾の樣な真実」「太郎と街」「橡の花――或る私信」「川端康成第四短篇集「心中」を主題とせるヴアリエイシヨン」
    - 〔作文、詩歌・戯曲草稿、断片〕：「秋の曙」「秘やかな楽しみ」「秋の日の下」「愛する少女達」「河岸（一幕）」「永劫回歸」「攀じ登る男（一幕）」「凱歌（一幕）」
    - 〔小説草稿、断片群、草稿〕：「小さき良心」「喧嘩」「鼠」「裸像を盗む男」「不幸」「帰宅前後」「卑怯者」「彷徨」「彷徨の一部発展」「大蒜―水滸伝」「母親」「矛盾の様な真実」「奎吉」「カッフェー・ラーヴェン」「瀬戸内海の夜」
- 『梶井基次郎』〈ちくま日本文学028〉（ちくま文庫、2008年11月10日） ISBN 978-4480425287
  - 装幀：安野光雅。A6判。仮製本。紙カバー
  - 解説：群ようこ「五感の刺激」
  - 収録作品：「檸檬」「鼠」「栗鼠は籠にはいっている」「器楽的幻覚」「愛撫」「桜の樹の下には」「闇の絵巻」「交尾」「Kの昇天」「ある崖上の感情」「母親」「奎吉」「大蒜」「夕凪橋の狸」「城のある町にて」「泥濘」「路上」「橡の花」「過古」「雪後」「ある心の風景」「冬の日」「温泉抄」「蒼穹」「筧の話」「冬の蠅」「のんきな患者」「手紙より」
  - ※1992年1月の〈ちくま日本文学全集024〉と同内容。

### アンソロジー
- 『夭折――日本文学における美と情念の流れ』（現代思潮社、1973年2月14日）
  - 四六判。厚紙装
  - 編集：大久保典夫、笠原伸夫、久保田芳太郎、澁澤龍彦、浜田泰三、森本和夫
  - 解説：大久保典夫「日本文学における夭折の系譜」。山田清市「夭折」。校注・解題：田中伸
  - 収録作品：保田與重郎「戴冠詩人の御一人者 二」、蓮田善明「青春の詩宗――大津皇子論」、源氏物語「夕顔」、吉本隆明「源実朝――〈事実〉の思想」、平家物語「敦盛最後」、曽我物語「祐経にとどめさす事」「十郎が打死の事」「五郎めしとらる丶事」「五郎がきらる丶事」、義経記「判官御自害の事」、吉田松陰「留魂録」、北村透谷「蓮莱曲――序、第三駒 第二場 蓮莱山頂」、樋口一葉「日記無題――その三」、正岡子規「病牀六尺」、管野須賀子「死出の道艸」、三富朽葉「生活表」、中野重治「夜明け前のさよなら」、芥川龍之介「或阿呆の一生」、梶井基次郎「冬の日」、小林秀雄「中原中也の思い出」、太宰治「葉――『晩年』より」、坂口安吾「真珠」、梅崎春生「桜島」、原口統三「二十歳のエチュード――Etudes III」、服部達「最後の日記」、三島由紀夫「二・二六事件と私」、高橋和巳「三度目の敗北――闘病の記」

- 『近代の短篇』（笠間書院、1982年3月30日）
  - A5判。仮製本。紙カバー
  - 編集：文学史研究会
  - 解説：勝又浩「作品作者解説」「二葉亭四迷『あひゞき』」。年表作成：岡保生、大久保典夫
  - 収録作品：二葉亭四迷「あひゞき」、樋口一葉「十三夜」、島崎藤村「旧主人」、夏目漱石「夢十夜」、谷崎潤一郎「刺青」、近松秋江「雪の日」、森鷗外「興津弥五衛右門の遺書」、志賀直哉「范の犯罪」、永井荷風「花火」、芥川龍之介「おぎん」、泉鏡花「駒の話」、徳田秋声「風呂桶」、葉山嘉樹「セメント樽の中の手紙」、横光利一「蠅」、川端康成「骨拾い」、井伏鱒二「鯉」、梶井基次郎「冬の日」、宮沢賢治「注文の多い料理店」、太宰治「魚服記」、坂口安吾「真珠」、原民喜「夏の花」、林芙美子「晩菊」、三島由紀夫「サーカス」、武田泰淳「もの喰う女」